# Werner Besch
Werner Besch (* 4. Mai 1928 in Erdmannsweiler) ist ein deutscher germanistischer Linguist und Mediävist. Er ist emeritierter Lehrstuhlinhaber für Deutsche Sprache und ältere deutsche Literatur (unter Einschluss der deutschen Dialektologie) an der Rheinischen Friedrich-Wilhelms-Universität Bonn. Seine hauptsächlichen Forschungsgebiete umfassten die Ausformung der neuhochdeutschen Sprache, Sprachwandel und Dialektologie, die deutsche Sprachgeschichte des Spätmittelalters und des Frühneuhochdeutschen.

## Leben
Werner Besch wurde im Schwarzwald geboren und studierte ab 1949 zunächst Germanistik, sowie Englisch und Geographie für das gymnasiale Lehramt an der Albert-Ludwigs-Universität Freiburg und der Eberhard Karls Universität Tübingen, 1950 wurde er Mitglied des Freiburger Wingolf. 1955 legte er das Staatsexamen ab und promovierte 1956 in Freiburg bei Friedrich Maurer. Nach der Promotion arbeitete Besch von 1955 bis 1956 als Lektor in London. Mit der Ablegung des Assesorexamens 1957 kehrte er nach Deutschland zurück, um über eine sprachhistorische Projektforschung schließlich 1960 eine Stelle als wissenschaftlicher Assistent am Germanistischen Seminar in Freiburg zu erhalten. Er habilitierte sich 1965 in Freiburg und erhielt einen Ruf auf den Lehrstuhl für deutsche Sprache und ältere deutsche Literatur der Ruhr-Universität Bochum. Von 1970 bis zu seiner Emeritierung 1993 war er Ordinarius für deutsche Sprache und ältere deutsche Literatur an der Universität Bonn. Besch bekleidete mehrmals Gastprofessuren an ausländischen Universitäten sowie 1982 und 1983 das Amt des Rektors der Universität Bonn. Er ist Gründungsvorsitzender und Ehrenmitglied des Bonner Universitätsclubs.
Werner Besch war von 1967 bis 1975 Mitglied des Wissenschaftlichen Rats des Instituts für deutsche Sprache in Mannheim und von 1975 bis 1983 Mitglied in dessen Kuratorium. 1977 Wahl zum Korrespondierenden Mitglied der Heidelberger Akademie der Wissenschaften; 1985 Wahl zum Ordentlichen Mitglied der Nordrhein-Westfälischen Akademie der Wissenschaften; 1994 Wahl zum Korrespondierenden Mitglied des Institute of Germanic and Romance Studies an der Universität London. Von 2004 bis 2010 vertrat Besch die Union der deutschen Akademien der Wissenschaften im „Rat für deutsche Rechtschreibung“.

## Auszeichnungen
- seit 2003 Ehrenmitglied der Internationalen Gesellschaft für Dialektologie der Deutschen
- seit 2005 Ehrenmitglied der Gesellschaft Ungarischer Germanisten

## Publikationen (Auswahl)
- Sprachlandschaften und Sprachausgleich im 15. Jahrhundert. Studien zur Erforschung der spätmittelhochdeutschen Schreibdialekte und zur Entstehung der neuhochdeutschen Schriftsprache. München/Bern 1967 (= Bibliotheca Germanica. Band 11).
- Vers oder Prosa? Zur Kritik am Reimvers im Spätmittelalter. In: Herbert Backes (Hrsg.): Festschrift für Hans Eggers zum 65. Geburtstag. Tübingen 1972 (= Beiträge zur Geschichte der deutschen Sprache und Literatur. Band 94, (Tübingen) 1972, Sonderheft), S. 745–766.
- als Hrsg. mit anderen: Die Stadt in der europäischen Geschichte. Festschrift Edith Ennen. Bonn 1972.
- Duzen, Siezen, Titulieren. Zur Anrede im Deutschen heute und gestern. Göttingen 1996, (2., erweiterte Auflage ebenda 1998).
- als Herausgeber mit Anne Betten, Oskar Reichmann und Stefan Sonderegger (Hrsg.): Sprachgeschichte. Ein Handbuch zur Geschichte der deutschen Sprache und ihrer Erforschung (= Handbücher zur Sprach- und Kommunikationswissenschaft. Band 2). 2., vollständig neu bearbeitete und erweiterte Auflage. De Gruyter, Berlin 1998–2004. (Erstausgabe in 2 Bänden 1984/85, ISBN 3-11-007396-X und ISBN 3-11-009590-4), ISBN 3-11-011257-4, ISBN 3-11-015882-5, ISBN 3-11-015883-3, ISBN 3-11-018041-3.
- Deutsche Sprache im Wandel. Lang, Frankfurt am Main 2003.
- Wege und Irrwege der deutschen Rechtschreibreform von 1998. Schöningh, Paderborn 2007.
- Die Rolle Luthers in der Deutschen Sprachgeschichte. In: Schriften der Philosophisch-historischen Klasse der Heidelberger Akademie der Wissenschaften. Band 12, Heidelberg 1999 (2. Auflage 2000).
- Deutscher Bibelwortschatz in der frühen Neuzeit. Auswahl – Abwahl – Veralten. Frankfurt am Main 2008.
- Grimmelshausens „Simplicissimus“ – Das zweite Leben eines Klassikers. Paderborn 2012.
- als Herausgeber mit Hugo Moser und Hugo Stopp: Grammatik des Frühneuhochdeutschen. 7 Bände, Band 7: Flexion der Pronomina und Numeralia. Bearbeitet von Maria Walch und Susanne Häckel, Heidelberg 1988.